# Splot międzykrezkowy
Splot międzykrezkowy (łac. plexus intermesentericus) – w anatomii człowieka splot autonomiczny jamy brzusznej stanowiący przedłużenie splotu trzewnego. Rozpoczyna się przy początku tętnicy krezkowej górnej, a kończy w miejscu odejścia tętnicy krezkowej dolnej. Wytwarza sploty wtórne: splot krezkowy dolny i splot odbytniczy górny. Dochodzą do niego włókna współczulne z nerwów trzewnych lędźwiowych i ze splotu trzewnego.